# Elaeagnus cinnamomifolia
Elaeagnus cinnamomifolia — вид квіткових рослин з родини маслинкових (Elaeagnaceae). Поширення: Китай (східне Гуансі).

## Середовище
Росте біля струмків у долинах; на висотах 400–600 метрів.

## Біоморфологічна характеристика
Це вічнозелений кущ, плетистий. Колючки відсутні; молоді гілки жовтувато-коричневі, лускаті. Ніжка листка світло-коричнева, 8–16 мм; листкова пластинка від вузько оберненояйцеподібної до широколанцетної, 6–15 × 3.5–6 см, знизу густо сріблясто луската, бічних жилок 5 або 6 з кожного боку середньої жилки, основа клиноподібна, край цілокраїй та вузько загнутий, верхівка загострена. Квіти часто по 1–3 в пазухах. Квітконіжка ≈ 7 мм. Квіти сріблясто-білі, товсті, зовні густо сріблясто лускаті. Трубка чашечки трубчасто-лійчаста, слабо 4-ребриста, 8–9 мм; частки вузькотрикутні, 4–6 мм, всередині густо сріблясто-лускаті, верхівка загострена. Цвітіння: листопад — січень.